# Canton d'Yvetot
Pour les articles homonymes, voir Yvetot (homonymie).
Le canton d'Yvetot est une circonscription électorale française située dans le département de la Seine-Maritime et la région Normandie.
À la suite du redécoupage cantonal de 2014, les limites territoriales du canton sont remaniées. Le nombre de communes du canton passe de 12 à 54.

## Géographie
Ce canton est organisé autour d'Yvetot dans les arrondissements de Rouen et du Havre. Son altitude varie de 29 m (Touffreville-la-Corbeline) à 157 m (Yvetot) pour une altitude moyenne de 140 m.

## Histoire
Par décret du 27 février 2014, le nombre de cantons du département est divisé par deux, avec mise en application aux élections départementales de mars 2015. Le canton d'Yvetot est conservé et s'agrandit. Il passe de 12 à 54 communes.
Par le décret du 29 mars 2019, une partie de territoire de la commune de Saâne-Saint-Just est rattachée à la commune du Torp-Mesnil.

## Représentation

### Conseillers généraux de 1833 à 2015
| Période       | Période          | Identité                  | Étiquette                            | Qualité |
| ------------- | ---------------- | ------------------------- | ------------------------------------ | --- |
| 1833          | 1836 (démission) | Jean-Louis Bourdon-Bénard |                                      | Propriétaire Maire d'Yvetot                                                                                                |
| 1836          | 1848             | Gustave Rouland           | Majorité ministérielle               | Avocat général à la Cour royale de Rouen Député (1846-1848) Sénateur (1876-1878)                                           |
| 1848          | 1855             | Pierre Lefèvre            | Droite Légitimiste                   | Filateur, maire d'Yvetot Représentant du peuple (1848-1849)                                                                |
| 1855          | 1871             | Gustave Rouland           | Majorité dynastique                  | Magistrat à Paris Député (1846-1848) Sénateur (1859-1863, 1864-1870 Gouverneur de la Banque de France Ministre (1856-1864) |
| 1871          | 1883 (décès)     | Alexandre Roussel         | Droite Bonapartiste puis Monarchiste | Propriétaire, ancien maire d'Yvetot, conseiller d'arrondissement                                                           |
| 1883          | 1910 (décès)     | Robert Lemonnier          | Républicain                          | Manufacturier - Maire d'Yvetot                                                                                             |
| 1910          | 1925             | Eugène Bocheux            | URD                                  | Docteur en droit, avoué Maire d'Yvetot (1908-1925)                                                                         |
| 1925          | 1931             | Edmond Olivier            | FR                                   | Avoué à Yvetot |
| 1931          | 1940             | Marcel Richard            | Rad.                                 | Médecin Maire d'Yvetot (1936-1959)                                                                                         |
|               |                  |                           |                                      | |
| 1945          | 1958             | Marcel Richard            | Rad.                                 | Maire d'Yvetot (1936-1959)                                                                                                 |
| 1958          | 1960 (démission) | Constant Lecoeur          | Radical mendésiste                   | Agriculteur herbager Maire de Grémonville Député (1956-1958)                                                               |
| 24 avril 1960 | 1994             | Pierre Bobée              | Rad. puis MRG                        | Médecin Maire d'Yvetot (1959-1995)                                                                                         |
| 1994          | 2008             | Philippe Décultot         | UDF puis SE                          | Médecin Maire d'Yvetot (1995-2008)                                                                                         |
| 2008          | 2015             | Émile Canu                | PS                                   | Cadre, maire d'Yvetot depuis 2008                                                                                          |

### Conseillers d'arrondissement (de 1833 à 1940)
Le canton d'Yvetot appartenait à l'arrondissement d'Yvetot jusqu'à sa disparition en 1926.
| Période                                  | Période | Identité                               | Étiquette                | Qualité |
| ---------------------------------------- | ------- | -------------------------------------- | ------------------------ | --- |
| 1833                                     | 1848    | Michel Martin                          |                          | Rentier, conseiller municipal d'Yvetot                                                                      |
| 1848                                     | 1855    | M. Delahaye                            |                          | Avocat |
| 1855                                     | 1871    | Alexandre Roussel                      | Bonapartiste             | Fabricant, maire d'Yvetot                                                                                   |
| 1871                                     | 1892    | Eugène Duhamel                         |                          | Propriétaire à Yvetot                                                                                       |
| 1892                                     | 1904    | M. Lefrançois                          | Républicain              | Président du Conseil d'arrondissement                                                                       |
| 1904                                     | 1910    | Prosper-Emmanuel Lhermitte (1852-1917) | Républicain puis Rad.    | Avoué, maire d'Yvetot                                                                                       |
| 1910                                     | 1934    | Adolphe Leroux                         | Républicain progressiste | Propriétaire à Yvetot                                                                                       |
| 1934                                     | 1940    | Louis Ouin                             | Union nationale          | Huissier à Yvetot                                                                                           |
| 1940                                     |         |                                        |                          | Les conseils d'arrondissement ont été suspendus par la loi du 12 octobre 1940 et n'ont jamais été réactivés |
| Les données manquantes sont à compléter. |         |                                        |                          | |

### Conseillers départementaux à partir de 2015
| Période élective | Période élective | Mandat | Mandat   | Identité                 | Nuance | Nuance | Qualité |
| ---------------- | ---------------- | ------ | -------- | ------------------------ | ------ | ------ | --- |
| 2015             | 2021             | 2015   | 2021     | Charlotte Masset         |        | UDI    | Ingénieur urbaniste, Yvetot, conseillère municipale (opposition) depuis 2020                                                                                  |
| 2015             | 2021             | 2015   | 2021     | Alfred Trassy-Paillogues |        | LR     | Maire d’Yerville (1983-2020) Président de la Communauté de Communes d’Yerville – Plateau de Caux jusqu'en 2020 Ancien conseiller général du Canton d'Yerville |
| 2021             | 2028             | 2021   | en cours | Severine Gest            |        | DVD    | Directrice de centre social Maire de Bourdainville depuis 2014 15e vice-présidente du Département chargé de la Jeunesse et des Sports                         |
| 2021             | 2028             | 2021   | en cours | Didier Terrier           |        | DVD    | Technico-commercial retraité Maire d'Allouville-Bellefosse depuis 2000                                                                                        |

### Résultats détaillés

#### Élections de mars 2015
À l'issue du 1er tour des élections départementales de 2015, trois binômes sont en ballottage : Charlotte Masset et Alfred Trassy-Paillogues (Union de la Droite, 36,07 %), Émile Canu et Elisabeth Petit (Union de la Gauche, 29,3 %) et Françoise Dehais et Romain Queruel (FN, 25,54 %). Le taux de participation est de 54,69 % (17 424 votants sur 31 861 inscrits) contre 49,48 % au niveau départemental et 50,17 % au niveau national.
Au second tour, Charlotte Masset et Alfred Trassy-Paillogues (Union de la Droite) sont élus avec 43,84 % des suffrages exprimés et un taux de participation de 55,47 % (7 477 voix pour 17 672 votants et 31 856 inscrits).

#### Élections de juin 2021
Le premier tour des élections départementales de 2021 est marqué par un très faible taux de participation (33,26 % au niveau national). Dans le canton d'Yvetot, ce taux de participation est de 34,05 % (11 176 votants sur 32 826 inscrits) contre 32,19 % au niveau départemental. À l'issue de ce premier tour, deux binômes sont en ballottage : Severine Gest et Didier Terrier (DVD, 47,28 %) et Virginie Blandin et Daniel Durécu (Union à gauche, 30,36 %).
Le second tour des élections est marqué une nouvelle fois par une abstention massive équivalente au premier tour. Les taux de participation sont de 34,36 % au niveau national, 32,06 % dans le département et 33,89 % dans le canton d'Yvetot. Severine Gest et Didier Terrier (DVD) sont élus avec 62,3 % des suffrages exprimés (6 461 voix pour 11 127 votants et 32 836 inscrits),,. 

## Composition

### Composition avant 2015
Le canton d'Yvetot regroupait 12 communes.
| Nom                       | Code Insee | Codepostal | Superficie (km2) | Population (dernière pop. légale) | Densité (hab./km2) |
| ------------------------- | ---------- | ---------- | ---------------- | --------------------------------- | ------------------ |
| Yvetot (chef-lieu)        | 76758      | 76190      | 7,47             | 11 644 (2012)                     | 1 559              |
| Allouville-Bellefosse     | 76001      | 76190      | 14,66            | 1 180 (2012)                      | 80                 |
| Autretot                  | 76041      | 76190      | 3,80             | 691 (2012)                        | 182                |
| Auzebosc                  | 76043      | 76190      | 4,76             | 1 070 (2012)                      | 225                |
| Baons-le-Comte            | 76055      | 76190      | 5,38             | 359 (2012)                        | 67                 |
| Bois-Himont               | 76110      | 76190      | 5,84             | 464 (2012)                        | 79                 |
| Écretteville-lès-Baons    | 76225      | 76190      | 9,39             | 394 (2012)                        | 42                 |
| Saint-Clair-sur-les-Monts | 76568      | 76190      | 4,07             | 641 (2012)                        | 157                |
| Sainte-Marie-des-Champs   | 76610      | 76190      | 4,11             | 1 490 (2012)                      | 363                |
| Touffreville-la-Corbeline | 76702      | 76190      | 12,59            | 795 (2012)                        | 63                 |
| Valliquerville            | 76718      | 76190      | 13,39            | 1 294 (2012)                      | 97                 |
| Veauville-lès-Baons       | 76729      | 76190      | 7,96             | 753 (2012)                        | 95                 |

### Composition depuis 2015
Lors du redécoupage de 2014, le canton comprenait cinquante-quatre communes entières.
À la suite de la création de la commune nouvelle des Hauts-de-Caux au 1er janvier 2019, le canton comprend désormais cinquante-trois communes entières.
| Nom                            | Code Insee | Intercommunalité    | Superficie (km2) | Population (dernière pop. légale) | Densité (hab./km2) | Modifier                                    |
| ------------------------------ | ---------- | ------------------- | ---------------- | --------------------------------- | ------------------ | ------------------------------------------- |
| Yvetot (bureau centralisateur) | 76758      | CC Yvetot Normandie | 7,47             | 11 548 (2022)                     | 1 546              | modifier les données · modifier les données |
| Allouville-Bellefosse          | 76001      | CC Yvetot Normandie | 14,66            | 1 147 (2022)                      | 78                 | modifier les données · modifier les données |
| Amfreville-les-Champs          | 76006      | CC Plateau de Caux  | 4,60             | 190 (2022)                        | 41                 | modifier les données · modifier les données |
| Ancretiéville-Saint-Victor     | 76010      | CC Plateau de Caux  | 11,54            | 374 (2022)                        | 32                 | modifier les données · modifier les données |
| Anvéville                      | 76023      | CC Plateau de Caux  | 4,23             | 298 (2022)                        | 70                 | modifier les données · modifier les données |
| Auzebosc                       | 76043      | CC Yvetot Normandie | 4,76             | 1 120 (2022)                      | 235                | modifier les données · modifier les données |
| Auzouville-l'Esneval           | 76045      | CC Plateau de Caux  | 5,66             | 360 (2022)                        | 64                 | modifier les données · modifier les données |
| Baons-le-Comte                 | 76055      | CC Yvetot Normandie | 5,38             | 336 (2022)                        | 62                 | modifier les données · modifier les données |
| Bénesville                     | 76077      | CC Plateau de Caux  | 5,51             | 162 (2022)                        | 29                 | modifier les données · modifier les données |
| Berville-en-Caux               | 76087      | CC Plateau de Caux  | 6,72             | 709 (2022)                        | 106                | modifier les données · modifier les données |
| Bois-Himont                    | 76110      | CC Yvetot Normandie | 5,84             | 447 (2022)                        | 77                 | modifier les données · modifier les données |
| Boudeville                     | 76129      | CC Plateau de Caux  | 4,66             | 220 (2022)                        | 47                 | modifier les données · modifier les données |
| Bourdainville                  | 76132      | CC Plateau de Caux  | 5,34             | 476 (2022)                        | 89                 | modifier les données · modifier les données |
| Bretteville-Saint-Laurent      | 76144      | CC Plateau de Caux  | 3,97             | 164 (2022)                        | 41                 | modifier les données · modifier les données |
| Butot                          | 76149      | CC Plateau de Caux  | 5,51             | 281 (2022)                        | 51                 | modifier les données · modifier les données |
| Canville-les-Deux-Églises      | 76158      | CC Plateau de Caux  | 5,77             | 307 (2022)                        | 53                 | modifier les données · modifier les données |
| Carville-Pot-de-Fer            | 76161      | CC Plateau de Caux  | 5,34             | 103 (2022)                        | 19                 | modifier les données · modifier les données |
| Cideville                      | 76174      | CC Plateau de Caux  | 5,37             | 423 (2022)                        | 79                 | modifier les données · modifier les données |
| Criquetot-sur-Ouville          | 76198      | CC Plateau de Caux  | 5,83             | 803 (2022)                        | 138                | modifier les données · modifier les données |
| Doudeville                     | 76219      | CC Plateau de Caux  | 14,51            | 2 440 (2022)                      | 168                | modifier les données · modifier les données |
| Écretteville-lès-Baons         | 76225      | CC Yvetot Normandie | 9,39             | 352 (2022)                        | 37                 | modifier les données · modifier les données |
| Ectot-l'Auber                  | 76227      | CC Plateau de Caux  | 5,00             | 706 (2022)                        | 141                | modifier les données · modifier les données |
| Ectot-lès-Baons                | 76228      | CC Plateau de Caux  | 4,92             | 398 (2022)                        | 81                 | modifier les données · modifier les données |
| Étalleville                    | 76251      | CC Plateau de Caux  | 3,55             | 428 (2022)                        | 121                | modifier les données · modifier les données |
| Étoutteville                   | 76253      | CC Plateau de Caux  | 11,59            | 837 (2022)                        | 72                 | modifier les données · modifier les données |
| Flamanville                    | 76264      | CC Plateau de Caux  | 4,48             | 466 (2022)                        | 104                | modifier les données · modifier les données |
| Fultot                         | 76293      | CC Plateau de Caux  | 3,72             | 246 (2022)                        | 66                 | modifier les données · modifier les données |
| Gonzeville                     | 76309      | CC Plateau de Caux  | 4,83             | 121 (2022)                        | 25                 | modifier les données · modifier les données |
| Grémonville                    | 76325      | CC Plateau de Caux  | 8,27             | 447 (2022)                        | 54                 | modifier les données · modifier les données |
| Harcanville                    | 76340      | CC Plateau de Caux  | 7,48             | 525 (2022)                        | 70                 | modifier les données · modifier les données |
| Hautot-le-Vatois               | 76347      | CC Yvetot Normandie | 6,07             | 334 (2022)                        | 55                 | modifier les données · modifier les données |
| Hautot-Saint-Sulpice           | 76348      | CC Yvetot Normandie | 8,53             | 691 (2022)                        | 81                 | modifier les données · modifier les données |
| Les Hauts-de-Caux              | 76041      | CC Yvetot Normandie | 11,76            | 1 342 (2022)                      | 114                | modifier les données · modifier les données |
| Héricourt-en-Caux              | 76355      | CC Plateau de Caux  | 10,81            | 950 (2022)                        | 88                 | modifier les données · modifier les données |
| Hugleville-en-Caux             | 76370      | CC Plateau de Caux  | 9,45             | 420 (2022)                        | 44                 | modifier les données · modifier les données |
| Lindebeuf                      | 76387      | CC Plateau de Caux  | 4,62             | 383 (2022)                        | 83                 | modifier les données · modifier les données |
| Motteville                     | 76456      | CC Plateau de Caux  | 8,68             | 768 (2022)                        | 88                 | modifier les données · modifier les données |
| Ouville-l'Abbaye               | 76491      | CC Plateau de Caux  | 7,31             | 654 (2022)                        | 89                 | modifier les données · modifier les données |
| Prétot-Vicquemare              | 76510      | CC Plateau de Caux  | 4,73             | 229 (2022)                        | 48                 | modifier les données · modifier les données |
| Reuville                       | 76524      | CC Plateau de Caux  | 4,37             | 149 (2022)                        | 34                 | modifier les données · modifier les données |
| Robertot                       | 76530      | CC Plateau de Caux  | 2,45             | 217 (2022)                        | 89                 | modifier les données · modifier les données |
| Routes                         | 76542      | CC Plateau de Caux  | 4,47             | 286 (2022)                        | 64                 | modifier les données · modifier les données |
| Saint-Clair-sur-les-Monts      | 76568      | CC Yvetot Normandie | 4,07             | 646 (2022)                        | 159                | modifier les données · modifier les données |
| Saint-Laurent-en-Caux          | 76597      | CC Plateau de Caux  | 6,46             | 728 (2022)                        | 113                | modifier les données · modifier les données |
| Saint-Martin-aux-Arbres        | 76611      | CC Plateau de Caux  | 5,14             | 305 (2022)                        | 59                 | modifier les données · modifier les données |
| Sainte-Marie-des-Champs        | 76610      | CC Yvetot Normandie | 4,11             | 1 583 (2022)                      | 385                | modifier les données · modifier les données |
| Saussay                        | 76668      | CC Plateau de Caux  | 5,17             | 379 (2022)                        | 73                 | modifier les données · modifier les données |
| Le Torp-Mesnil                 | 76699      | CC Plateau de Caux  | 5,47             | 454 (2022)                        | 83                 | modifier les données · modifier les données |
| Touffreville-la-Corbeline      | 76702      | CC Yvetot Normandie | 12,59            | 839 (2022)                        | 67                 | modifier les données · modifier les données |
| Valliquerville                 | 76718      | CC Yvetot Normandie | 13,39            | 1 464 (2022)                      | 109                | modifier les données · modifier les données |
| Vibeuf                         | 76737      | CC Plateau de Caux  | 8,66             | 621 (2022)                        | 72                 | modifier les données · modifier les données |
| Yerville                       | 76752      | CC Plateau de Caux  | 10,42            | 2 658 (2022)                      | 255                | modifier les données · modifier les données |
| Yvecrique                      | 76757      | CC Plateau de Caux  | 5,97             | 629 (2022)                        | 105                | modifier les données · modifier les données |
| Canton d'Yvetot                | 7635       |                     | 360,60           | 43 163 (2022)                     | 120                | modifier les données                        |

## Démographie

### Démographie avant 2015
| 1962   | 1968   | 1975   | 1982   | 1990   | 1999   | 2006   | 2011   | 2012   |
| ------ | ------ | ------ | ------ | ------ | ------ | ------ | ------ | ------ |
| 12 796 | 14 189 | 16 016 | 17 707 | 18 846 | 19 310 | 19 745 | 20 773 | 20 775 |

### Démographie depuis 2015
En 2022, le canton comptait 43 163 habitants, en évolution de −0,2 % par rapport à 2016 (Seine-Maritime : +0,35 %, France hors Mayotte : +2,11 %).
| 2013   | 2018   | 2022   |
| ------ | ------ | ------ |
| 42 670 | 42 947 | 43 163 |